# Ampithoe australiensis
Ampithoe australiensis är en kräftdjursart. Ampithoe australiensis ingår i släktet Ampithoe och familjen Ampithoidae. Inga underarter finns listade i Catalogue of Life.